# 巴克霍恩鎮區 (北卡羅萊納州韋克縣)
巴克霍恩鎮區（英語：Buckhorn Township）是位於美國北卡羅萊納州韋克縣的一個鎮區。

## 地方資料
巴克霍恩鎮區的面積為101.80平方千米，當中陸地面積為91.16平方千米，而水域面積為10.64平方千米。根據2020年美國人口普查的數據，當地共有人口11478人，而人口密度為每平方千米112.75人。